# Mario Catania

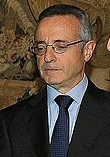
Mario Catania

Mario Catania (* 5. März 1952 in Rom) ist ein italienischer Politiker der Unione di Centro.

## Leben
Als Landwirtschaftsminister war er als Nachfolger von Francesco Saverio Romano im Kabinett Monti vom 16. November 2011 bis 28. April 2013 tätig. Ihm folgte im Amt Nunzia De Girolamo.